# Angelo Mottola
Angelo Mottola (* 10. Januar 1935 in Aversa, Provinz Caserta, Italien; † 8. Oktober 2014 in Rom) war ein italienischer Geistlicher, römisch-katholischer Erzbischof und Diplomat des Heiligen Stuhls.

## Leben
Angelo Mottola empfing am 2. April 1960 in der Kathedrale des Bistums Porto-Santa Rufina durch Eugène Kardinal Tisserant die Priesterweihe. 1963 wurde er nach Anfertigung einer Dissertationsschrift zum Thema Das Messopfer in der 2. Periode des Konzils von Trient an der Päpstlichen Universität Heiliger Thomas von Aquin zum Dr. theol. promoviert und trat im selben Jahr in den Dienst des Heiligen Stuhls ein. Hier war er zunächst für die Kongregation für die orientalischen Kirchen tätig. Papst Paul VI. verlieh ihm am 11. August 1971 den Ehrentitel Kaplan Seiner Heiligkeit (Monsignore). Am 29. Januar 1983 verlieh ihm Papst Johannes Paul II. den Titel Ehrenprälat Seiner Heiligkeit. Ab 1986 arbeitete er in der Verwaltung der Kongregation für die Evangelisierung der Völker.
Am 16. Juli 1999 ernannte ihn Johannes Paul II. zum Titularerzbischof von Cercina und zum Apostolischen Nuntius im Iran. Die Bischofsweihe spendete ihm Kardinalstaatssekretär Angelo Sodano am 21. September 1999 im Petersdom; Mitkonsekratoren waren der Sekretär der Kongregation für die Evangelisierung der Völker, Kurienerzbischof Marcello Zago OMI und Erzbischof Mario Milano, Bischof von Aversa.
Papst Benedikt XVI. ernannte ihn am 25. Januar 2007 zum Apostolischen Nuntius in Montenegro und nahm am 17. Februar 2010 sein aus Altersgründen vorgebrachtes Rücktrittsgesuch an.
Angelo Mottola war seit 2013 Mitglied des Deutschen Ordens.

## Schriften
- Il sacrificio della messa nel 2° periodo del Concilio di Trento, Dissertazioni dottorali, Pontificia Università S. Tommaso d’Aquino, 1963